# Jan van Foix
Jan van Foix (circa 1450 - Étampes, 5 november 1500) was van 1468 tot aan zijn dood burggraaf van Narbonne en van 1478 tot aan zijn dood graaf van Étampes. Hij behoorde tot het huis Foix.

## Levensloop
Jan was de tweede zoon van graaf Gaston IV van Foix en koningin Eleonora I van Navarra. In 1468 kreeg hij van zijn vader het burggraafschap Narbonne toegewezen.
Op 8 september 1476 huwde hij met Maria van Orléans, dochter van hertog Karel van Orléans en zus van de latere koning Lodewijk XII van Frankrijk. Het echtpaar kreeg vier kinderen:
- een doodgeboren kind (1477)
- een vroeg gestorven kind (1478)
- Germaine (1488-1536), huwde in 1505 met koning Ferdinand II van Aragón
- Gaston (1489-1512), hertog van Nemours

In 1478 wees koning Lodewijk XI van Frankrijk hem ook het graafschap Étampes toe, dat hij het jaar ervoor had geconfisqueerd van hertog Frans II van Bretagne. Na de dood van zijn neef Frans I Phoebus liet Jan in 1483 als belangrijkste mannelijke erfgenaam zijn aanspraken op het koninkrijk Navarra gelden, waarbij hij het opnam tegen Frans' zus Catharina. Omdat in Navarra de Salische Wet niet gold, ontaardde hun rivaliteit in een burgeroorlog, die in 1497 ten einde kwam met de Vrede van Tarbes, waarin Jan gedwongen werd om zijn aanspraken op Navarra op te geven.
Vanaf 1494 streed hij mee in de Italiaanse Oorlogen, in het leger van koning Karel VIII van Frankrijk. Hij wist zich te onderscheiden in de Slag bij Fornovo en was van juli 1496 tot juli 1497 de eerste gouverneur van Milaan. Vervolgens was hij van 1497 tot aan zijn dood in 1500 gouverneur van de Dauphiné.
Jan van Foix overleed in november 1500 en werd bijgezet in de Notre-Damekerk van Étampes.